# Planinitsa
Planinitsa (bulgariska: Планиница) är ett distrikt i Bulgarien.   Det ligger i kommunen Obsjtina Ruen och regionen Burgas, i den östra delen av landet, 300 km öster om huvudstaden Sofia.
Omgivningarna runt Planinitsa är en mosaik av jordbruksmark och naturlig växtlighet. Runt Planinitsa är det ganska glesbefolkat, med 47 invånare per kvadratkilometer.